# Université Fairleigh-Dickinson
L'université Fairleigh-Dickinson (Fairleigh Dickinson University) est une université privée américaine située à Madison, dans le  New Jersey.

## Présentation
Fondée en 1942, l'établissement porte le nom du colonel Fairleigh S. Dickinson (en). L'université est située dans le New Jersey, elle est divisée en deux campus : le Campus Florham à Madison et Florham Park, le Campus Métropolitain à Teaneck.
Elle possède également deux campus internationaux : le Collège Wroxton (en) à l'abbaye de Wroxton, dans le comté d'Oxfordshire en Angleterre, et le campus de Vancouver au Canada, ce dernier ayant été ouvert en 2007.

### Campus de Florham
Le Florham Campus est situé dans les villes de banlieue de Madison et Florham Park, New Jersey sur les motifs de l'ancienne propriété de Hamilton McKown Twombly (1849-1910) et Florence Adele Vanderbilt Twombly (1854-1952). L'architecte paysagiste Frederick Law Olmsted, le concepteur de Central Park, a été chargé de concevoir le côté paysager pour le domaine Twombly-Vanderbilt. La maison principale du domaine Twombly-Vanderbilt, a été conçue par le cabinet d'architecture McKim, Mead et White dans le style néo-géorgien. Le manoir a été achevé en 1897 et a été modelé après l'aile du Château de Hampton Court conçu par l'architecte Christopher Wren. Le campus se trouve sur une ligne de train directe, à 35 kilomètres de New York. Les étudiants inscrits au Campus de Florham se composent d'environ 2 500 étudiants de premier cycle et de 1000 étudiants diplômés, dont 400 à l'École de pharmacie.

### Campus Métropolitain
Le campus métropolitain, près de New York City et couvrant la rivière Hackensack à Teaneck et Hackensack, se concentre sur les affaires et les études professionnelles, y compris l'ingénierie et l'informatique. Le campus a environ 3000 étudiants de premier cycle et 2000 étudiants diplômés. Vingt et un pour cent sont des étudiants internationaux. Trois étudiants sur quatre fréquentent un cours de la maison ou un appartement à proximité.

### Campus de Vancouver
Le campus de Vancouver est situé au 842, rue Cambie, Vancouver, Colombie-Britannique. Il offre aux étudiants de premier cycle et aux cycles supérieurs du monde entier la possibilité de décrocher un diplôme américain lorsqu'ils étudient à Vancouver. Le campus le plus récent de l'université, il a ouvert en 2007.

### Wroxton
Le collège Wroxton est situé à Wroxton, Oxfordshire dans le sud-est de l'Angleterre. Il est situé dans une maison du XVIIe siècle complètement modernisée qui était autrefois la maison du seigneur Nord, premier ministre d'Angleterre pendant la révolution américaine. Le village de Wroxton est situé à environ trois miles à l'ouest de Banbury, et le campus du Collège Wroxton est proche d'Oxford et de Stratford-upon-Avon. Lorsque l'Université Fairleigh Dickinson a acquis Wroxton Abbey en 1965, elle est devenue la première université américaine à posséder et exploiter un campus en dehors des États-Unis.

## PublicMind
PublicMind de l'Université Fairleigh-Dickinson est un groupe de recherche qui mène des sondages d'opinion publique et d'autres recherches sur la politique, la société, la culture populaire, le comportement de consommateur et les tendances économiques. Les associés de PublicMind mènent des recherches scientifiques pour les sociétés et les organismes gouvernementaux, ainsi que pour le bien public.

## Film
Le film expérimental ↔ de Michael Snow a été tourné dans l'université Fairleigh-Dickinson durant l'été 1968 alors que plusieurs artistes contemporains y étaient invités pour un mois.  En 2001, le film de Ron Howard, A Beautiful Mind, a été tourné en partie au Campus de Florham.